# Metodología de Booch

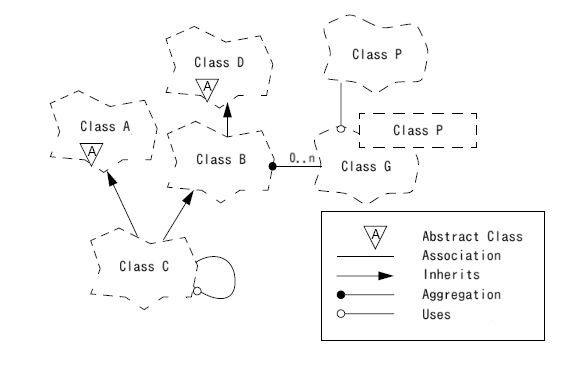
Diagrama de Clases.

La Metodología de Booch es una técnica usada en ingeniería de software. Es un lenguaje de modelado de objetos y una metodología ampliamente usada en el diseño de software orientado a objetos. Fue desarrollada por Grady Booch mientras trabajaba para Rational Software (hoy parte de IBM). 
Los aspectos notables de la metodología de Booch han sido superados por el Lenguaje Unificado de Modelado, que combina elementos gráficos de la metodología de Booch junto a elementos de la técnica de modelado de objetos y la Ingeniería de software orientada a objetos
Los aspectos metodológicos de la metodología de Booch fueron incorporados en varias metodologías y procesos, siendo la principal de ellas el Proceso Racional Unificado (RUP).